# Trận Konotop (2022)
Trận Konotop là cuộc giao tranh quân sự diễn ra xung quanh thành phố Konotop, Ukraina giữa các lực lượng quân sự Nga và Ukraina. Trận chiến này là một phần trong khuôn khổ  cuộc xâm lược Ukraina 2022 của Nga.

## Diễn biến
Vào lúc 3 giờ 35 phút (UTC+2) ngày 24 tháng 2, các lực lượng Nga tiến từ phía đông bắc Konotop và bao vây thành phố này.  Lực lượng Ukraine đã giữ vững vị trí khỏi các cuộc tấn công, nhiều phương tiện của Nga được cho là đã bốc cháy trong thành phố vào sáng ngày 25 tháng 2. Theo quân đội Ukraine, lực lượng Nga tham gia bao vây thành phố đã phải rút lui do tiếp tế kém.
Theo quân đội Ukraine, các lực lượng chính phủ nước này đã mất quyền kiểm soát thành phố vào ngày 25 tháng 2.

## Thư viện ảnh

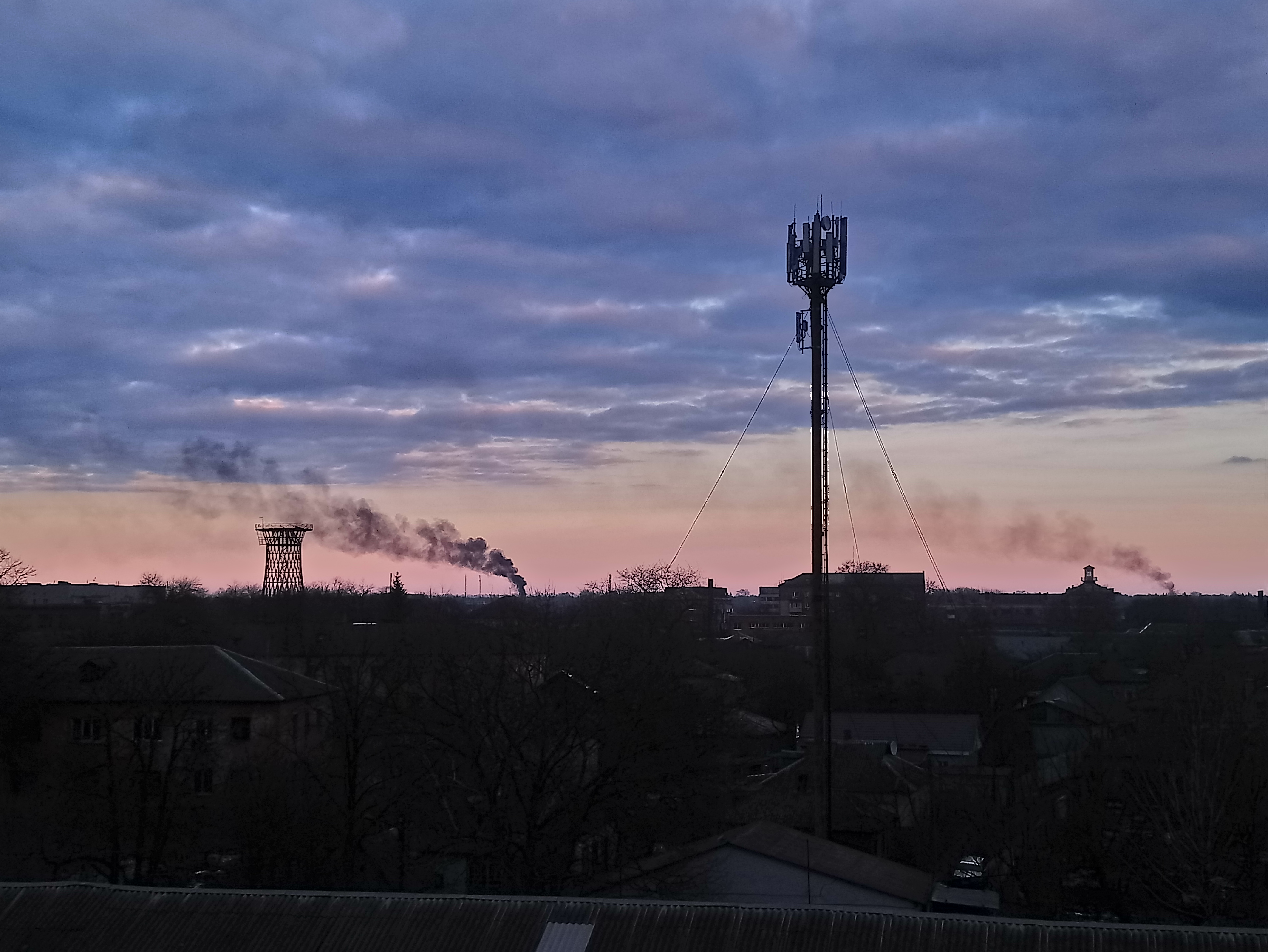
24.02.2022
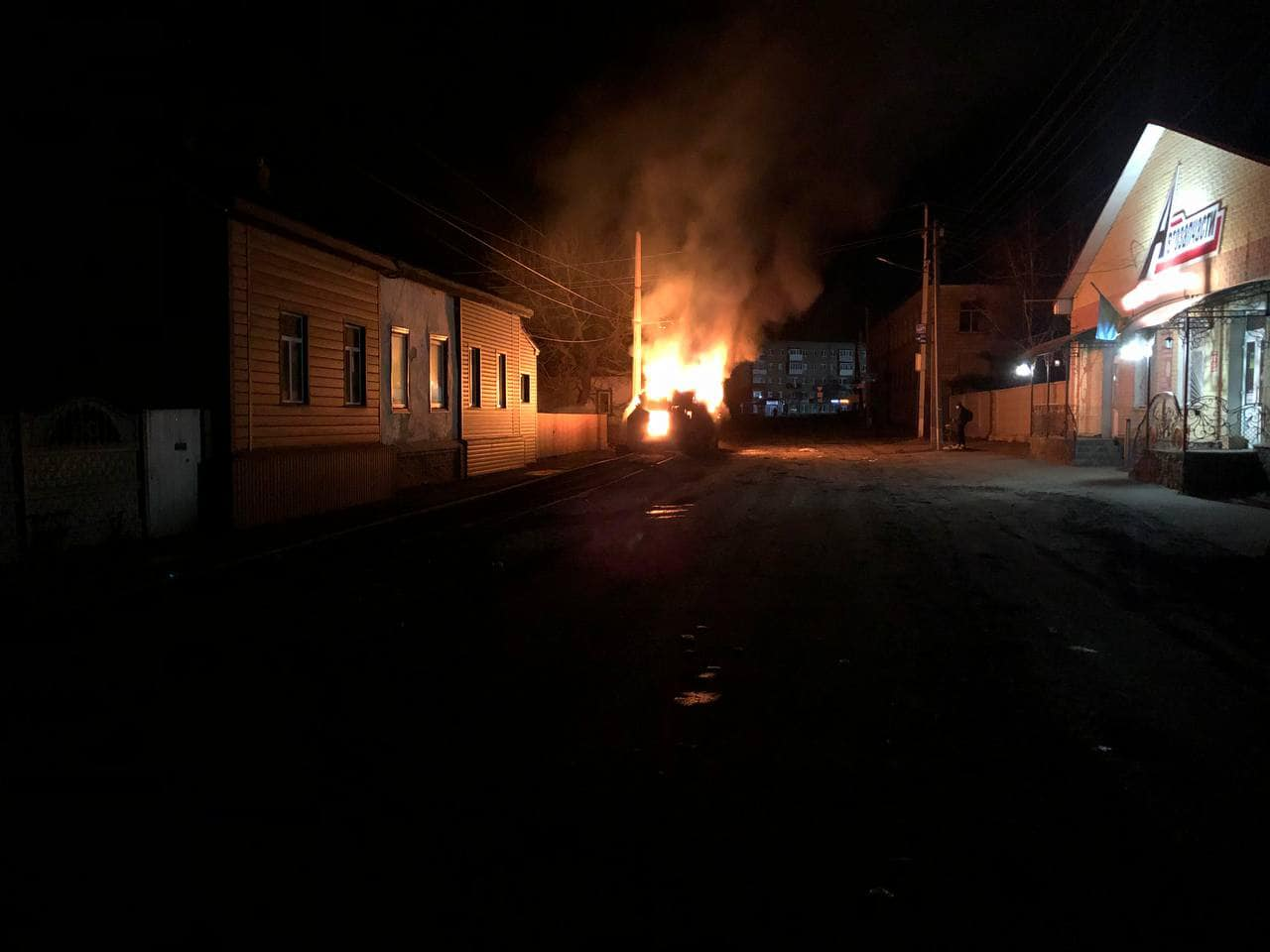
24.02.2022
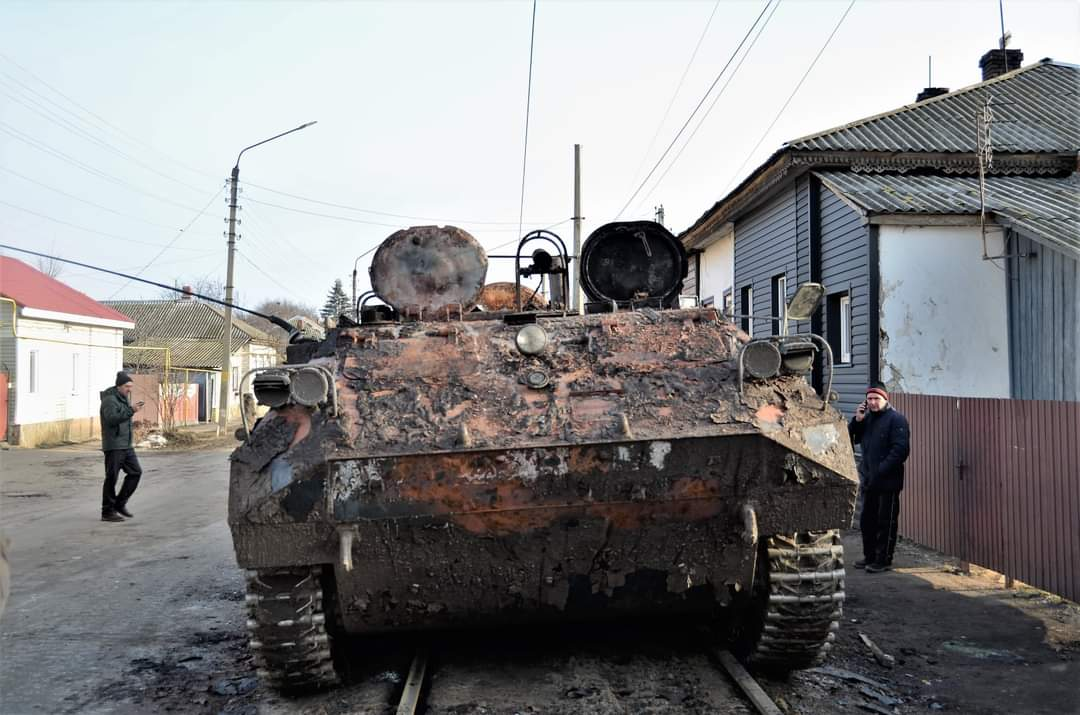
25.02.2022
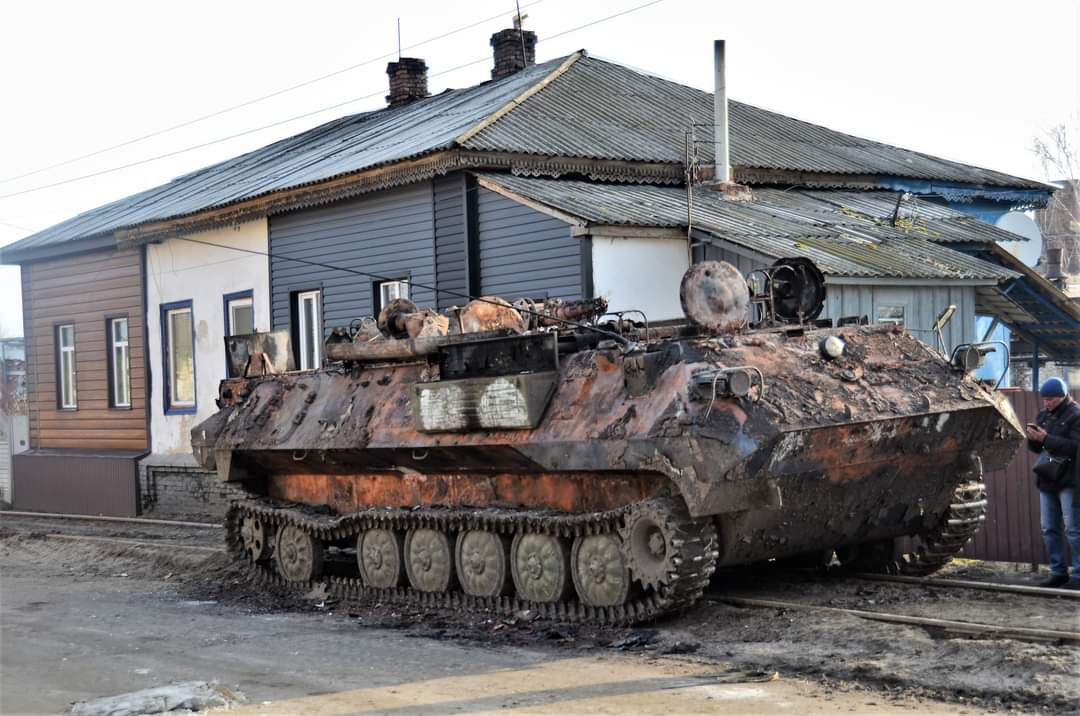
25.02.2022
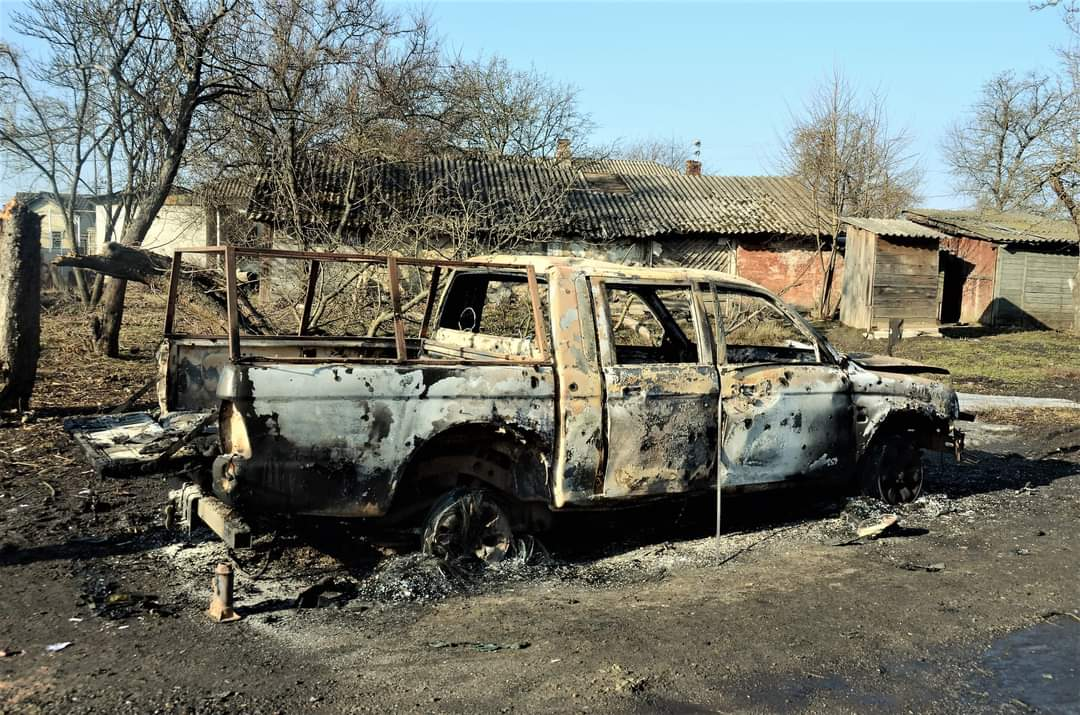
25.02.2022
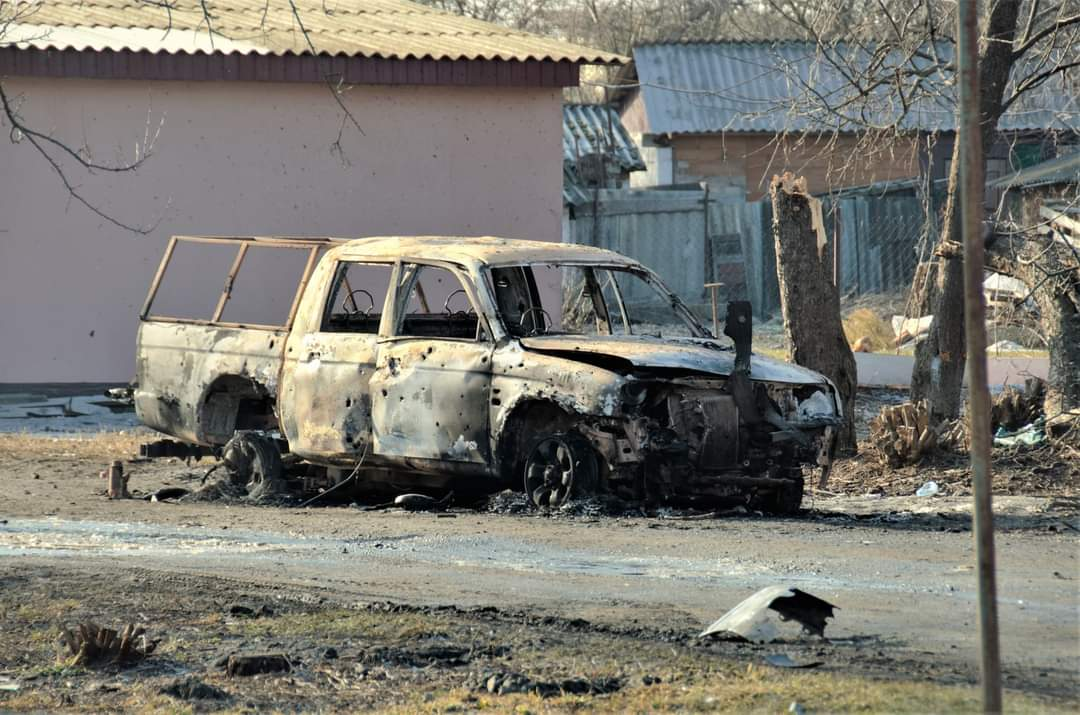
25.02.2022
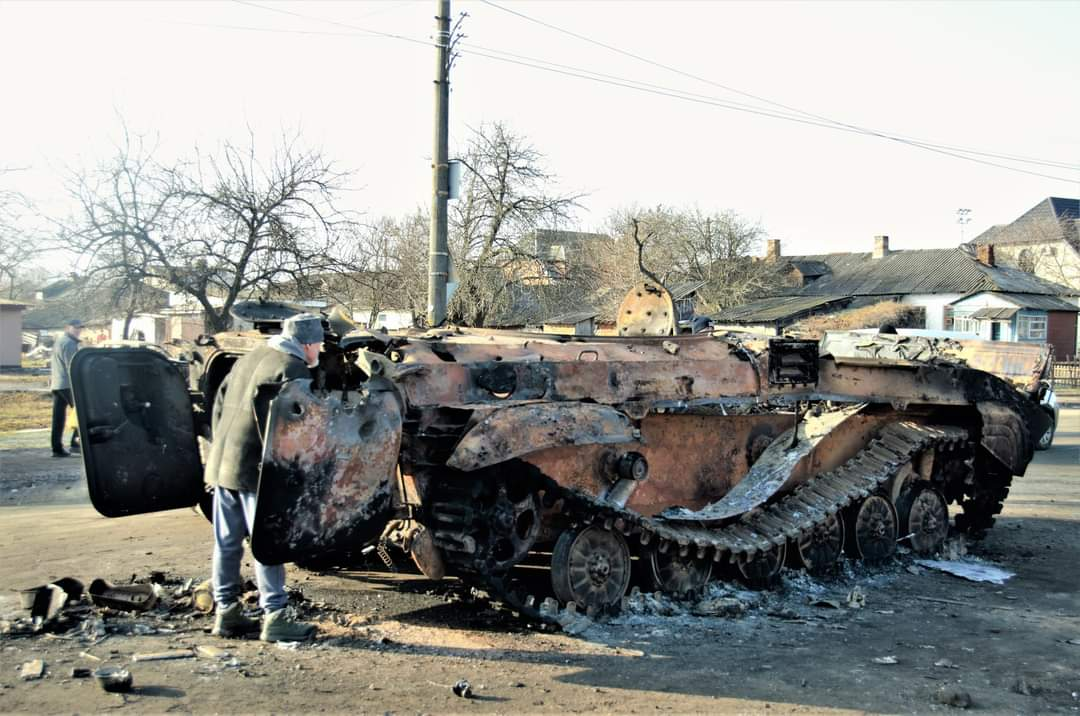
25.02.2022
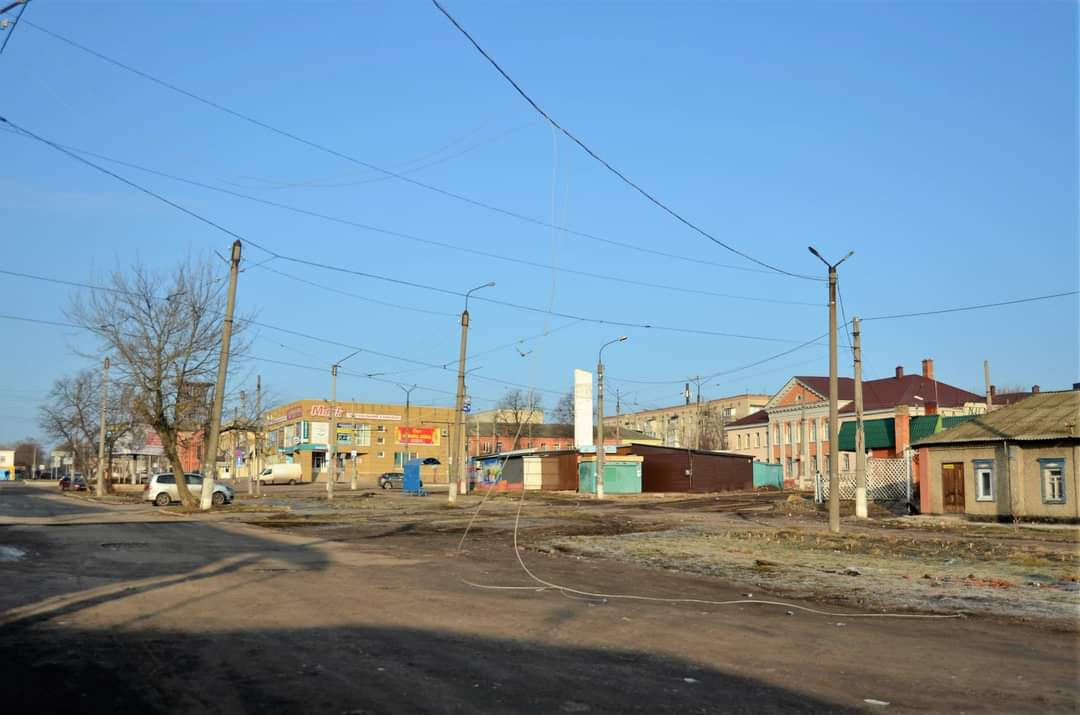
25.02.2022
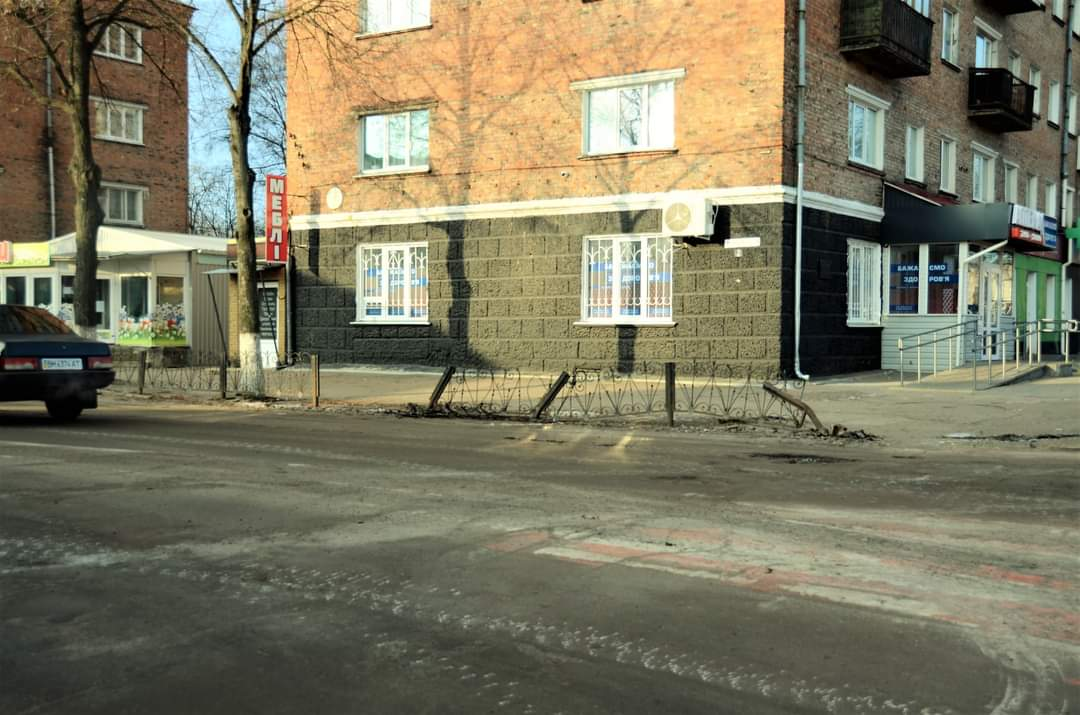
25.02.2022
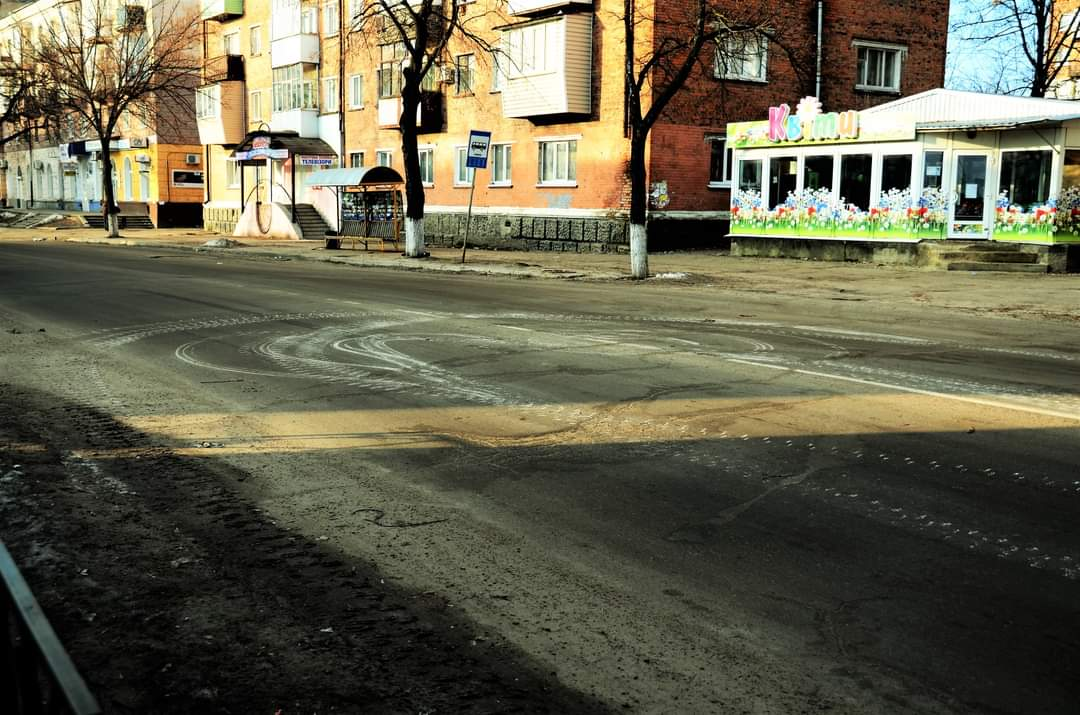
25.02.2022
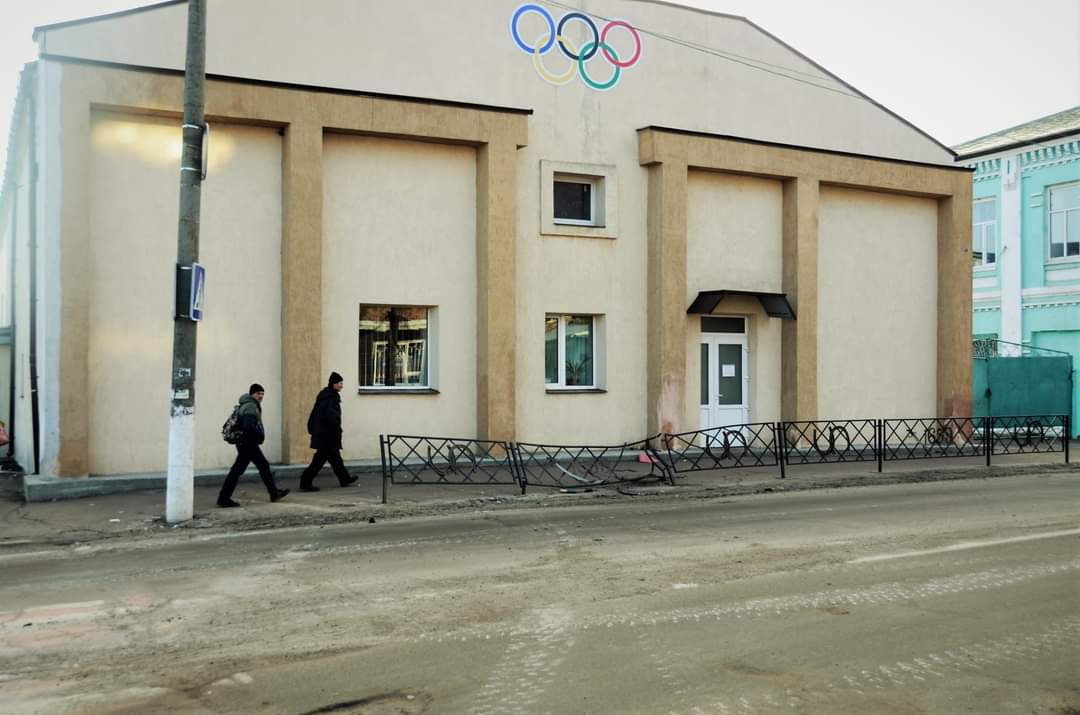
25.02.2022
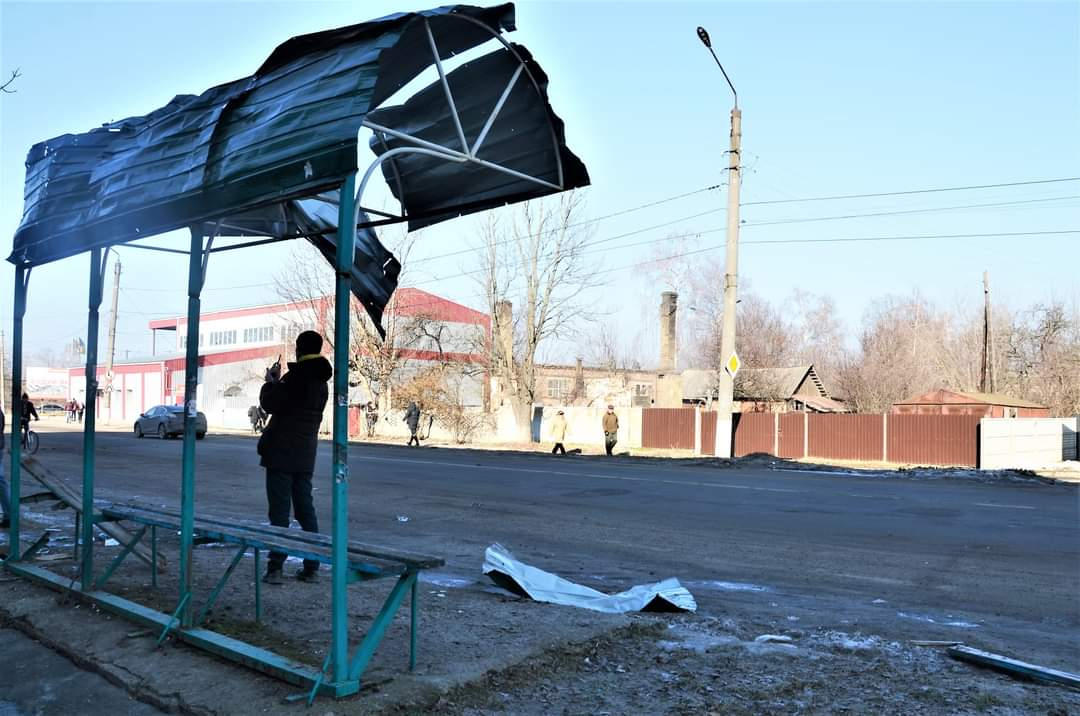
25.02.2022
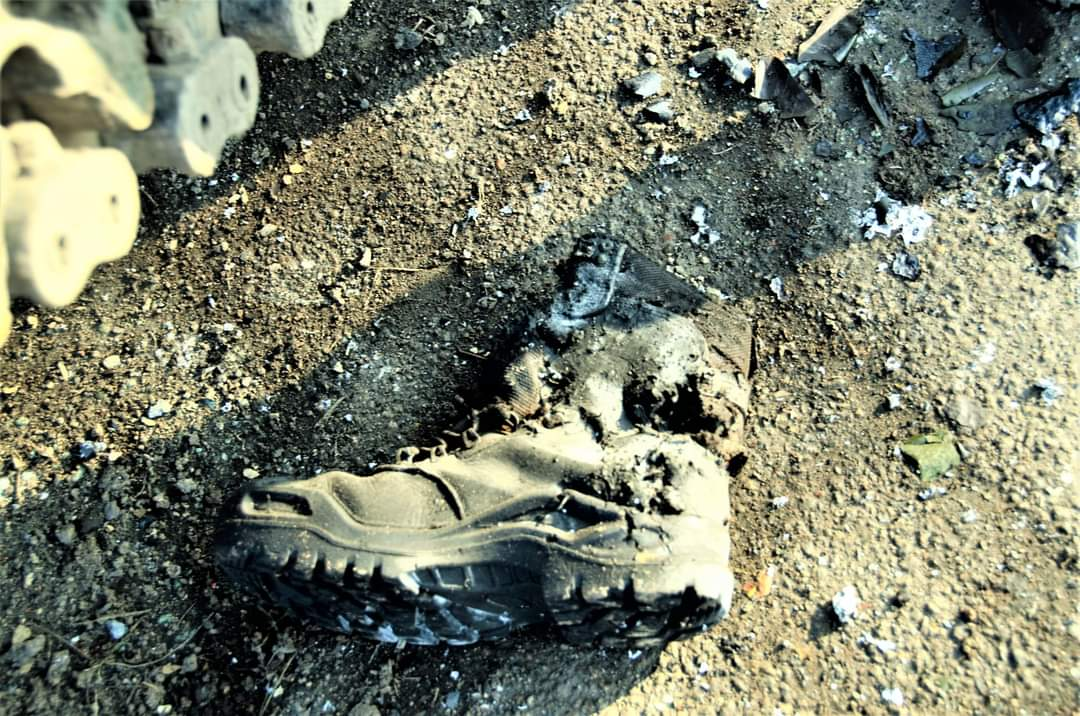
25.02.2022
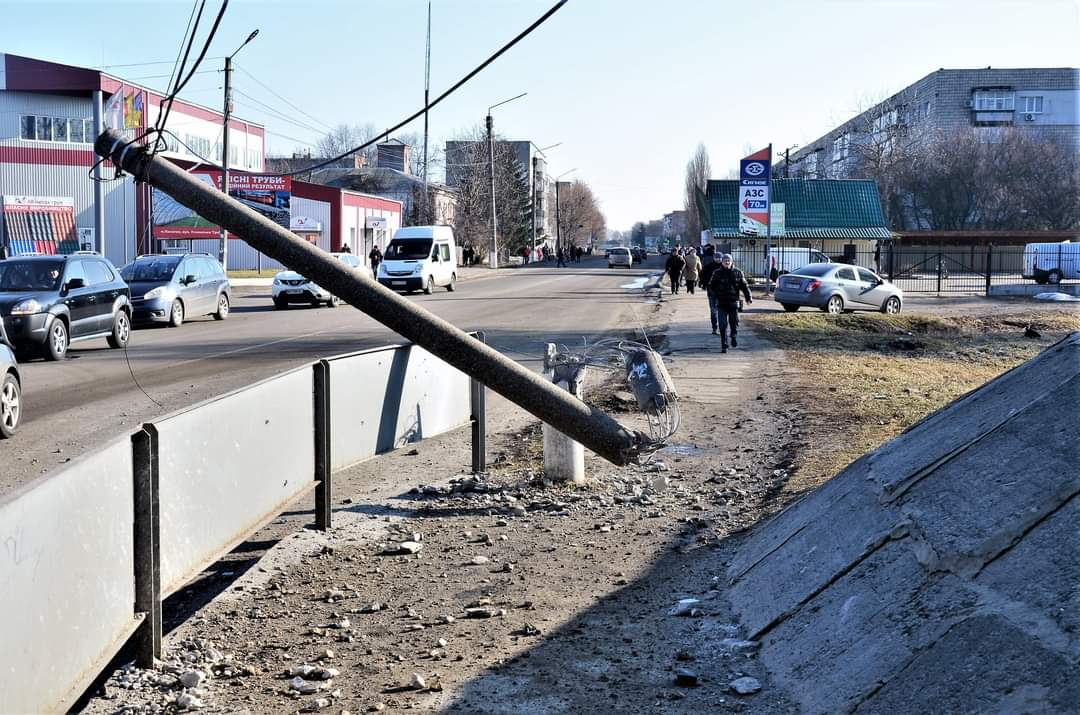
25.02.2022
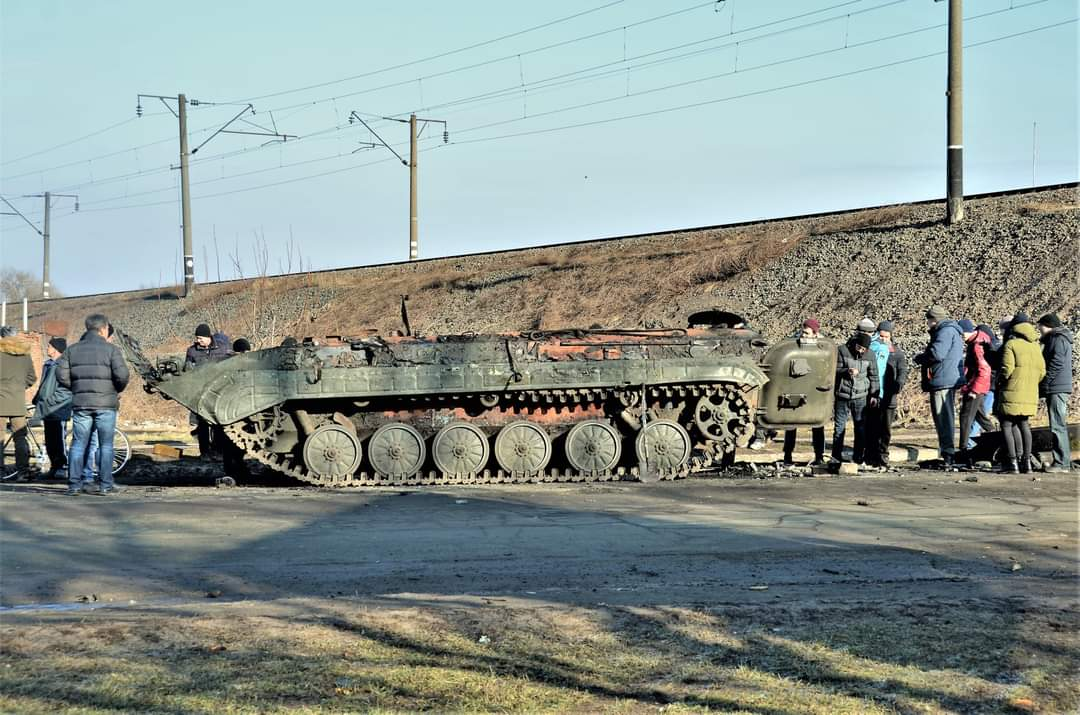
25.02.2022
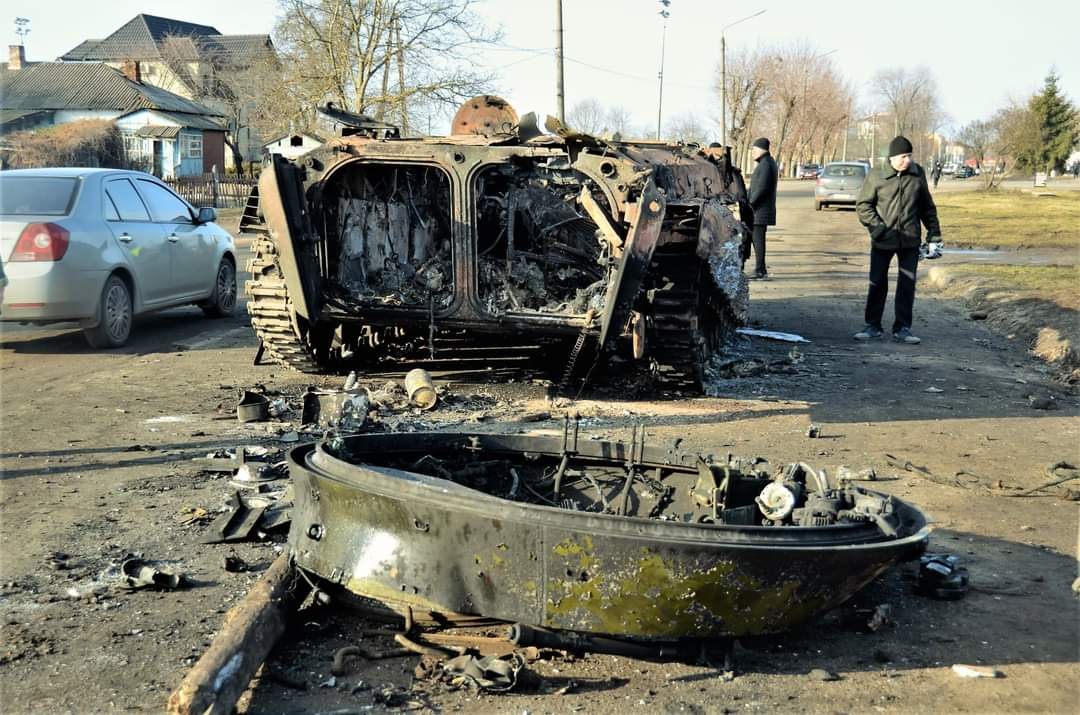
25.02.2022
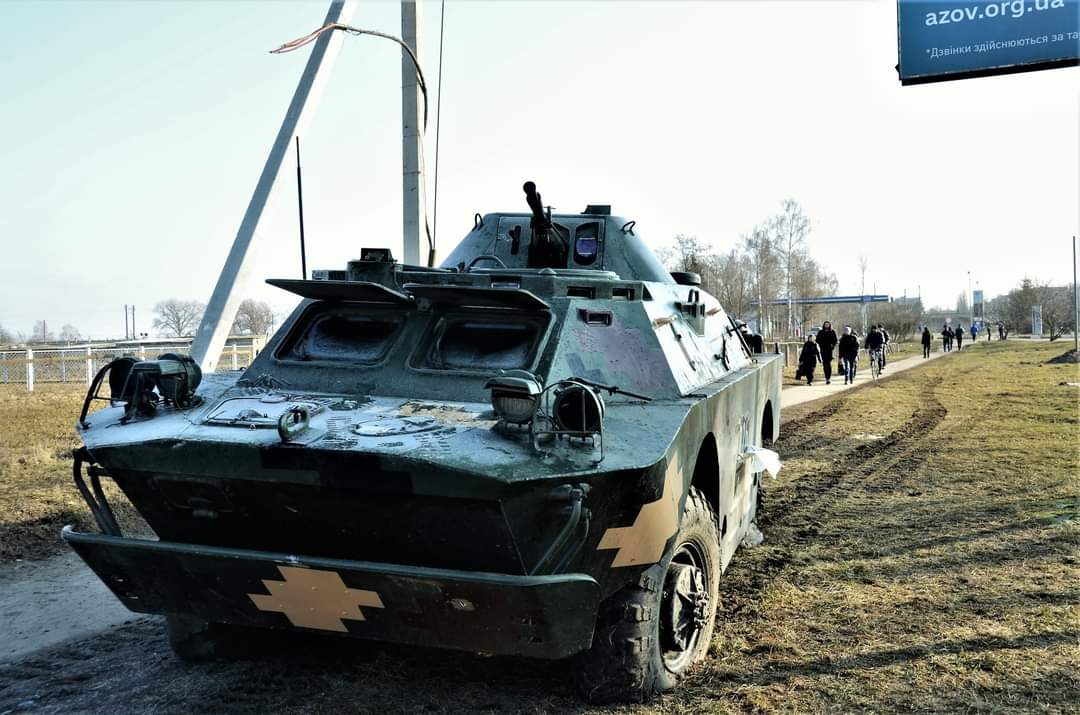
25.02.2022
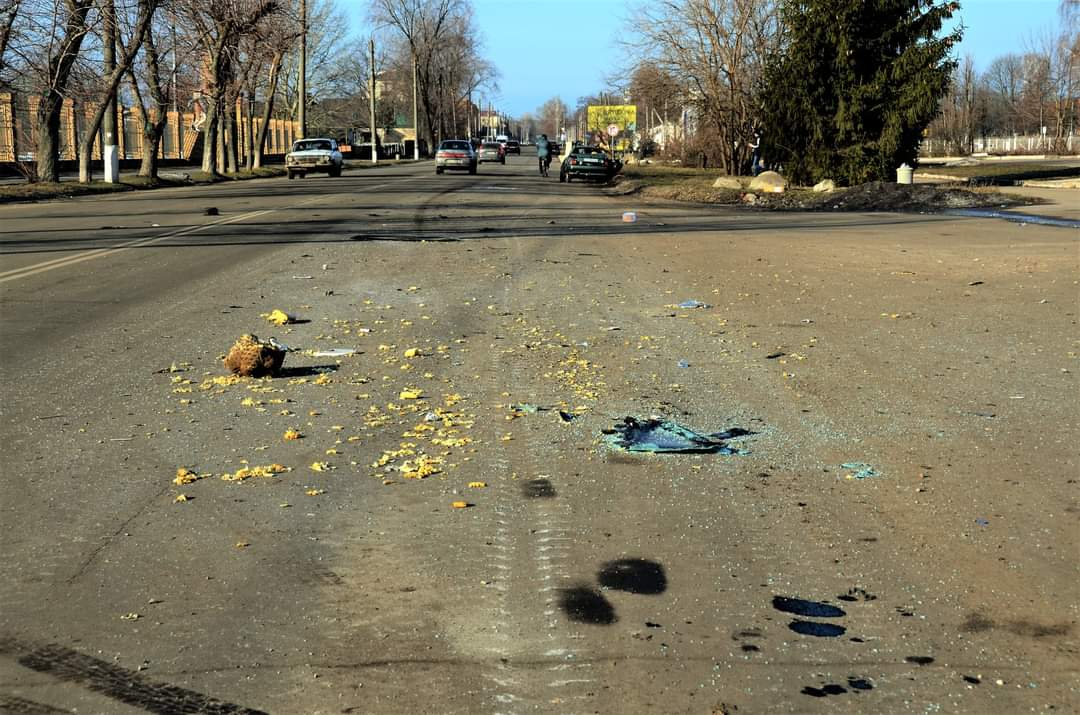
25.02.2022
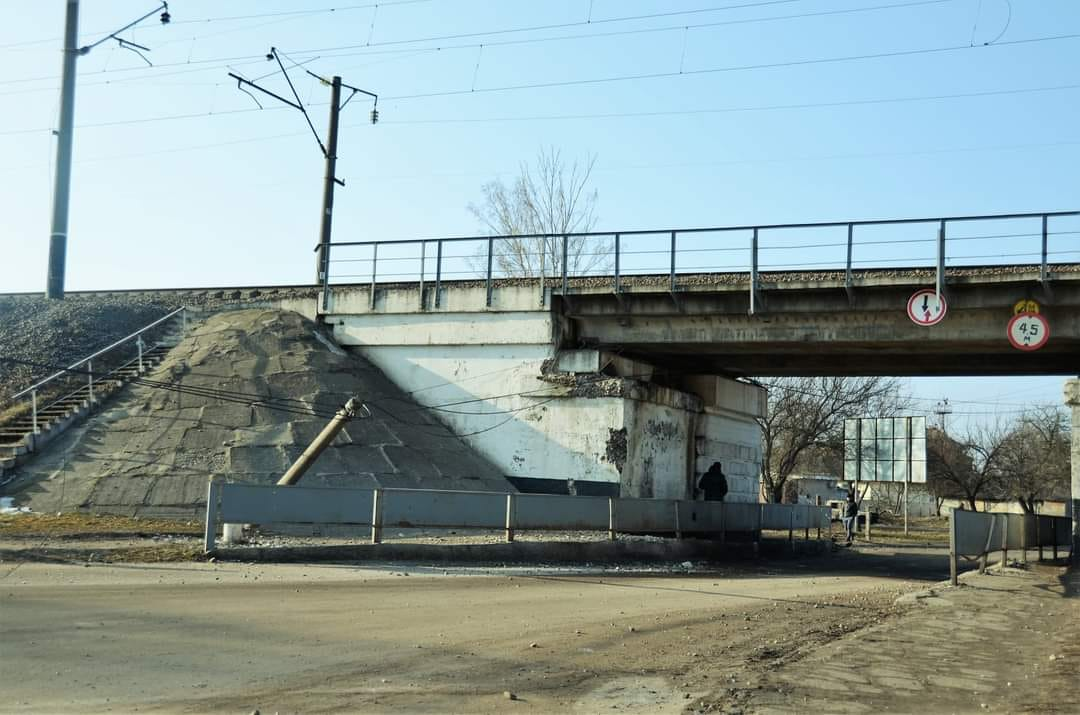
25.02.2022
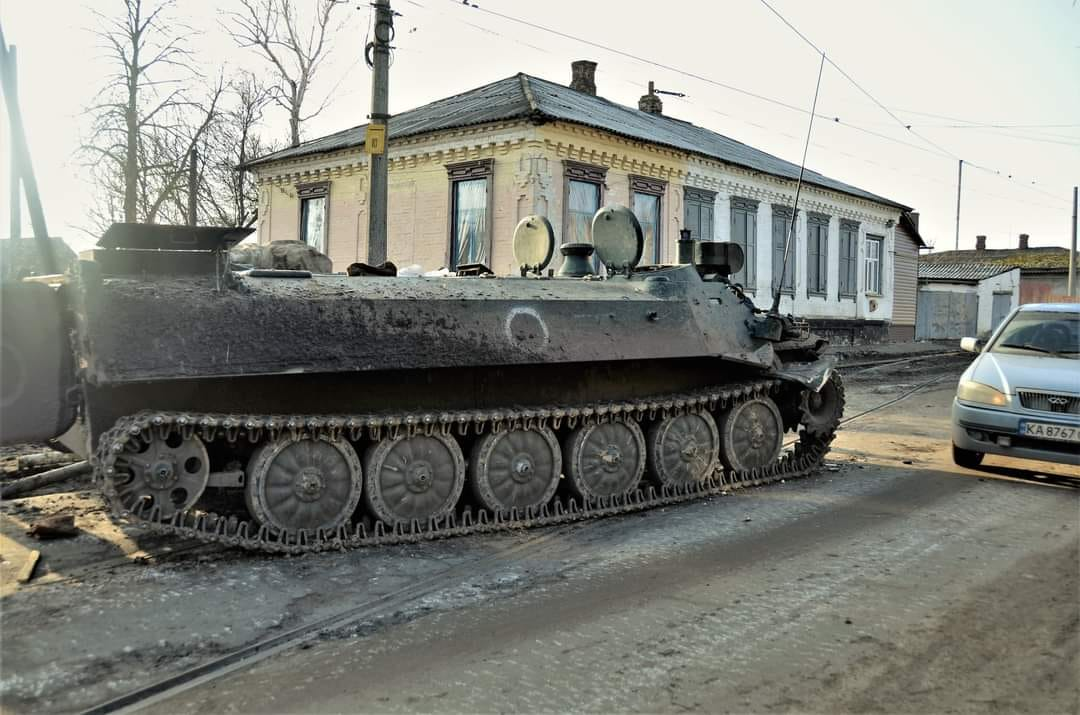
25.02.2022
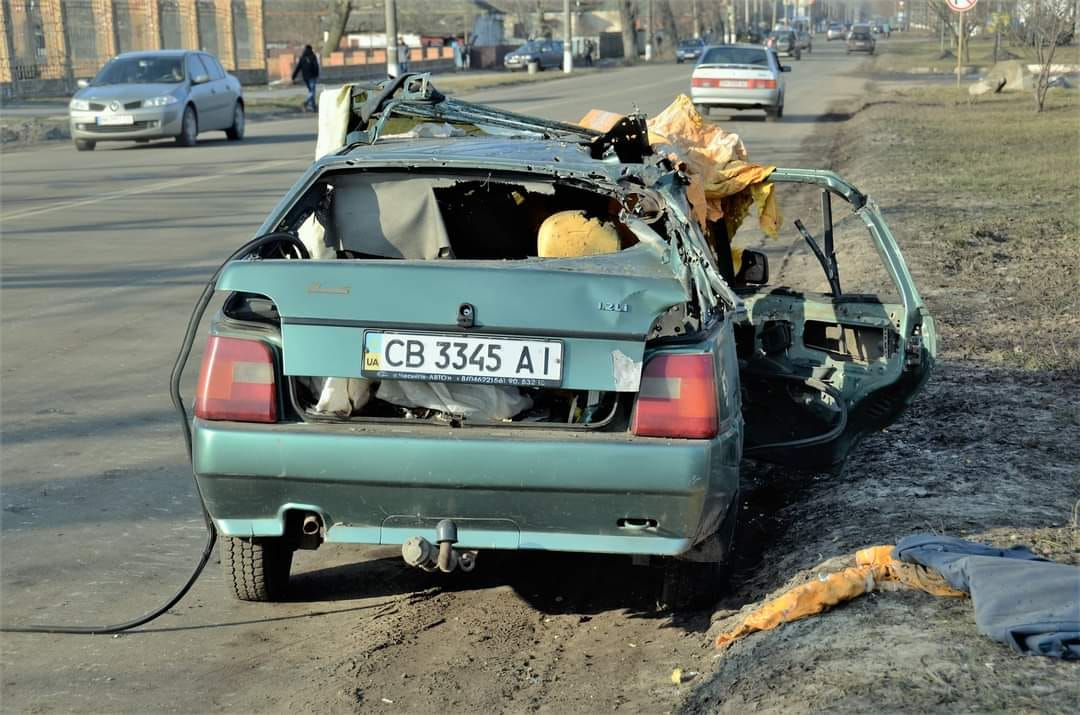
25.02.2022
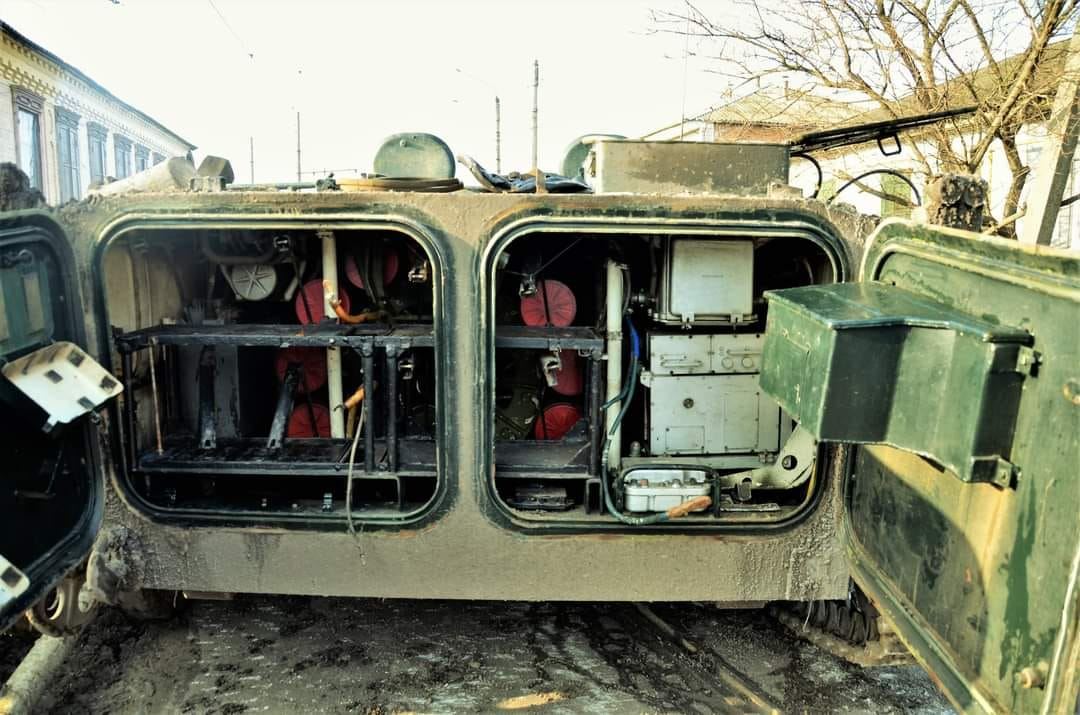
25.02.2022
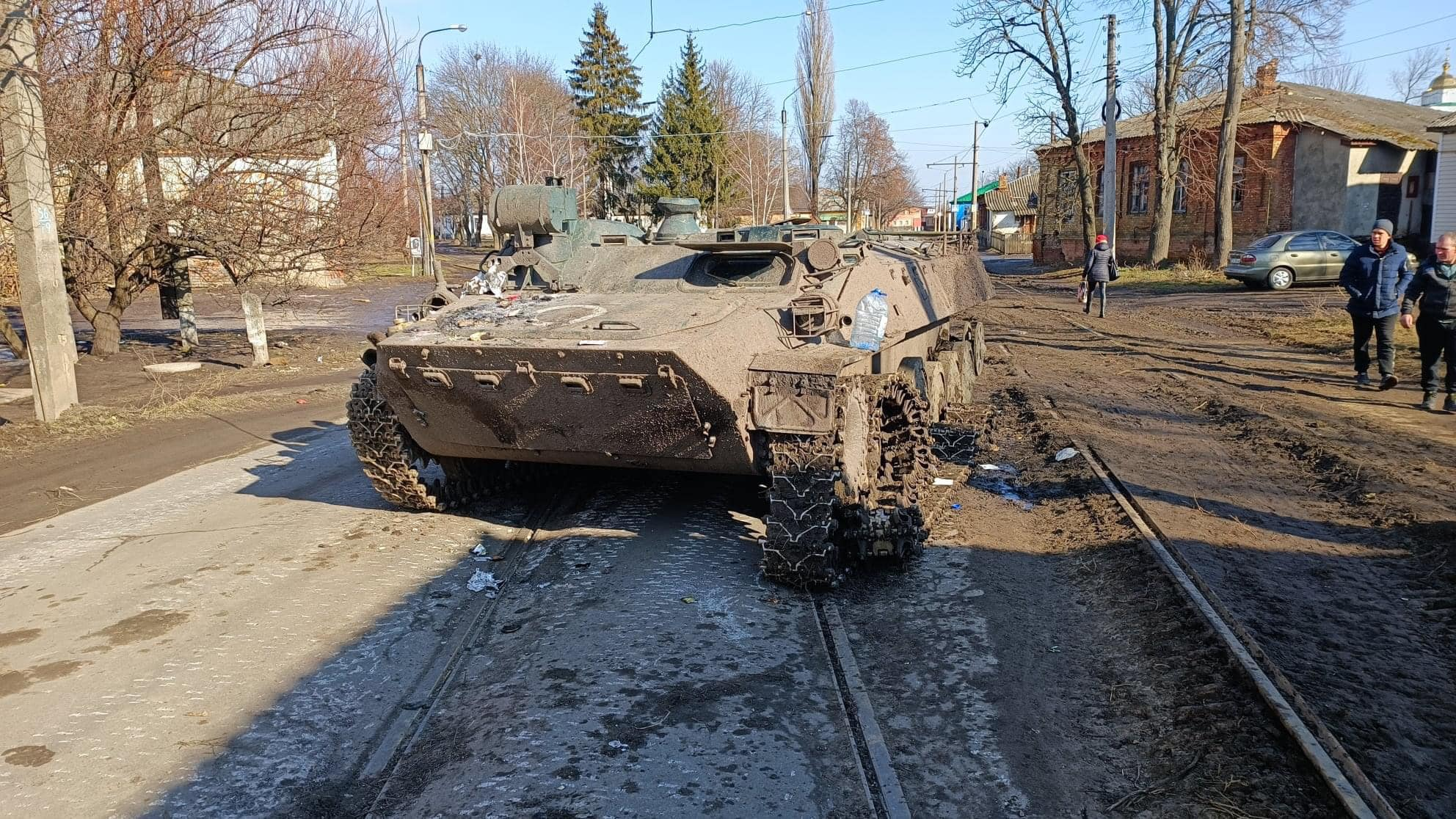
25.02.2022
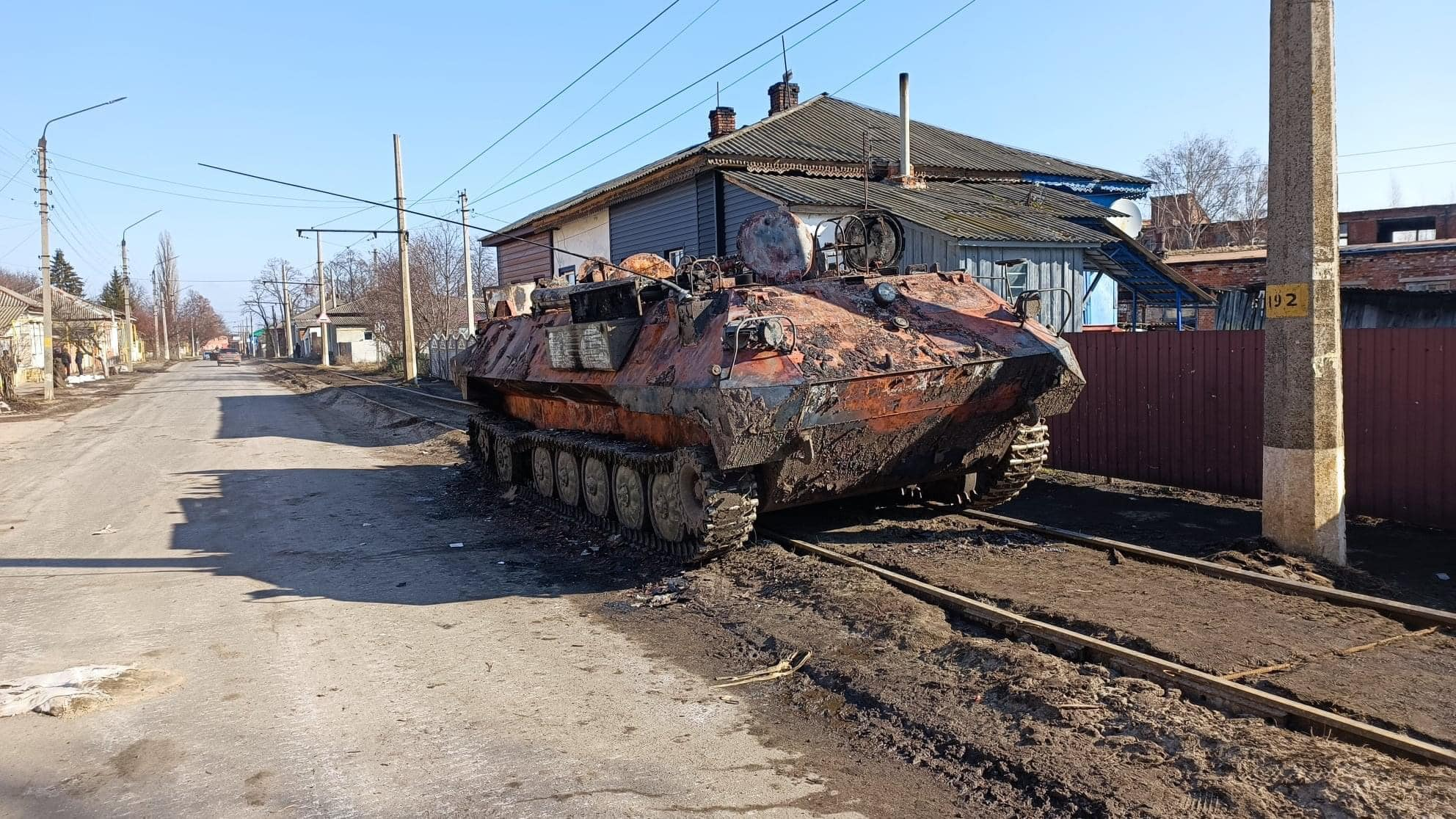
25.02.2022